# Vòng bảng UEFA Europa Conference League 2022-23
Vòng bảng UEFA Europa Conference League 2022–23 bắt đầu vào ngày 8 tháng 9 năm 2022 và kết thúc vào ngày 3 tháng 11 năm 2022. Có tổng cộng 32 đội cạnh tranh ở vòng bảng để xác định 16 trong số 24 suất vào vòng đấu loại trực tiếp của UEFA Europa Conference League 2022–23.
Ballkani, Djurgårdens IF, Dnipro-1, Pyunik, RFS, Silkeborg, Slovácko, Vaduz và Žalgiris có lần đầu tiên xuất hiện ở vòng bảng một giải đấu UEFA. Ballkani, Vaduz và Žalgiris là các đội bóng đầu tiên lần lượt từ Kosovo, Liechtenstein và Litva thi đấu ở vòng bảng một giải đấu UEFA.

## Bốc thăm
Lễ bốc thăm cho vòng bảng được tổ chức vào ngày 26 tháng 8 năm 2022 ở Istanbul, Thổ Nhĩ Kỳ. 32 đội được bốc thăm vào tám bảng gồm 4 đội. Đối với lễ bốc thăm, các đội được xếp hạt giống vào bốn nhóm, mỗi nhóm gồm 8 đội, dựa trên hệ số câu lạc bộ UEFA năm 2022. Các đội từ cùng hiệp hội và vì lý do chính trị, các đội bóng từ Serbia và Kosovo không thể được bốc thăm vào cùng bảng. Trước lễ bốc thăm, UEFA đã thành lập các cặp gồm các đội từ cùng hiệp hội, bao gồm các đội thi đấu ở vòng bảng Europa League (một cặp cho các hiệp hội với 2 hoặc 3 đội, hai cặp cho các hiệp hội với 4 hoặc 5 đội) dựa trên lượng khán giả xem truyền hình, trong đó một đội được bốc thăm vào các Bảng A–D và đội còn lại được bốc thăm vào các Bảng E–H, do đó hai đội thi đấu vào các khung giờ khác nhau. Các cặp sau được UEFA công bố sau khi các đội vòng bảng được xác nhận (đội thứ hai trong cặp được đánh dấu UEL thi đấu ở vòng bảng Europa League):
- A  Slavia Prague và Slovácko
- B  Gent và Anderlecht
- C  Partizan và Red Star Belgrade (UEL)
- D  Dnipro-1 và Dynamo Kyiv (UEL)
- E  İstanbul Başakşehir và Sivasspor
- F  CFR Cluj và FCSB
- G  Basel và Zürich (UEL)
- H  Djurgårdens IF và Malmö FF (UEL)
- I  Silkeborg và Midtjylland (UEL)
- J  Molde và Bodø/Glimt (UEL)
- K  Nice và Nantes (UEL)
- L  Austria Wien và Sturm Graz (UEL)

## Các đội bóng
Dưới đây là các đội tham dự (với hệ số câu lạc bộ UEFA năm 2022), được xếp theo nhóm hạt giống của họ. Họ bao gồm:
- 22 đội thắng của vòng play-off (5 đội từ Nhóm các đội vô địch, 17 đội từ Nhóm chính)
- 10 đội thua của vòng play-off Europa League

| Chú thích màu sắc                                         |
| --------------------------------------------------------- |
| Đội nhất bảng đi tiếp thẳng vào vòng 16 đội               |
| Đội nhì bảng đi tiếp vào vòng play-off đấu loại trực tiếp |

| Đội                 | Ghi chú  | Hệ số  |
| ------------------- | -------- | ------ |
| Villarreal          | [ECL-MP] | 78.000 |
| Basel               | [ECL-MP] | 55.000 |
| Slavia Prague       | [ECL-MP] | 52.000 |
| AZ                  | [ECL-MP] | 28.500 |
| Gent                | [EL-PO]  | 27.500 |
| İstanbul Başakşehir | [ECL-MP] | 25.000 |
| Partizan            | [ECL-MP] | 24.500 |
| West Ham United     | [ECL-MP] | 21.328 |

| Đội                | Ghi chú  | Hệ số  |
| ------------------ | -------- | ------ |
| CFR Cluj           | [ECL-CP] | 19.500 |
| Molde              | [ECL-MP] | 19.000 |
| FCSB               | [ECL-MP] | 17.500 |
| Fiorentina         | [ECL-MP] | 15.380 |
| 1. FC Köln         | [ECL-MP] | 15.042 |
| Hapoel Be'er Sheva | [ECL-MP] | 14.000 |
| Apollon Limassol   | [EL-PO]  | 14.000 |
| Slovan Bratislava  | [ECL-CP] | 13.000 |

| Đội                 | Ghi chú  | Hệ số  |
| ------------------- | -------- | ------ |
| Nice                | [ECL-MP] | 12.016 |
| Anderlecht          | [ECL-MP] | 11.500 |
| Žalgiris            | [EL-PO]  | 8.000  |
| Austria Wien        | [EL-PO]  | 7.770  |
| Heart of Midlothian | [EL-PO]  | 7.380  |
| Shamrock Rovers     | [EL-PO]  | 7.000  |
| Sivasspor           | [EL-PO]  | 6.500  |
| Vaduz               | [ECL-MP] | 6.500  |

| Đội            | Ghi chú  | Hệ số |
| -------------- | -------- | ----- |
| Dnipro-1       | [EL-PO]  | 6.360 |
| Lech Poznań    | [ECL-CP] | 6.000 |
| Slovácko       | [ECL-MP] | 5.560 |
| Silkeborg      | [EL-PO]  | 5.435 |
| Djurgårdens IF | [ECL-MP] | 4.575 |
| Pyunik         | [EL-PO]  | 4.250 |
| RFS            | [ECL-CP] | 4.000 |
| Ballkani       | [ECL-CP] | 1.633 |

Ghi chú
1. ECL-CP Đội thắng của vòng play-off (Nhóm các đội vô địch).
2. ECL-MP Đội thắng của vòng play-off (Nhóm chính).
3. EL-PO Đội thua của vòng play-off Europa League

## Các bảng
Lịch thi đấu được công bố vào ngày 27 tháng 8 năm 2022, một ngày sau lễ bốc thăm. Các trận đấu được diễn ra vào ngày 8 tháng 9, 15 tháng 9, 6 tháng 10, 13 tháng 10, 27 tháng 10 và 3 tháng 11 năm 2022. Thời gian bắt đầu trận đấu là 16:30, 18:45 và 21:00 CET/CEST.
Thời gian là CET/CEST, do UEFA liệt kê (giờ địa phương nếu khác nhau thì được hiển thị trong ngoặc đơn).

### Bảng A
| VT | Đội                 | ST | T | H | B | BT | BB | HS  | Đ  | Giành quyền tham dự                          |     | IBFK | FIO | HEA | RFS |
| -- | ------------------- | -- | - | - | - | -- | -- | --- | -- | -------------------------------------------- | --- | ---- | --- | --- | --- |
| 1  | İstanbul Başakşehir | 6  | 4 | 1 | 1 | 14 | 3  | +11 | 13 | Đi tiếp vào vòng 16 đội                      |     | —    | 3–0 | 3–1 | 3–0 |
| 2  | Fiorentina          | 6  | 4 | 1 | 1 | 14 | 6  | +8  | 13 | Đi tiếp vào vòng play-off đấu loại trực tiếp |     | 2–1  | —   | 5–1 | 1–1 |
| 3  | Heart of Midlothian | 6  | 2 | 0 | 4 | 6  | 16 | −10 | 6  |                                              |     | 0–4  | 0–3 | —   | 2–1 |
| 4  | RFS                 | 6  | 0 | 2 | 4 | 2  | 11 | −9  | 2  |                                              | 0–0 | 0–3  | 0–2 | —   |     |

1. 1 2  Bằng điểm đối đầu. Hiệu số bàn thắng thua đối đầu: İstanbul Başakşehir +2, Fiorentina −2.

| Fiorentina  | 1–1      | RFS        |
| ----------- | -------- | ---------- |
| - Barák 56' | Chi tiết | - Ilić 74' |

| Heart of Midlothian | 0–4      | İstanbul Başakşehir                                       |
| ------------------- | -------- | --------------------------------------------------------- |
|                     | Chi tiết | - Kaldırım 26' - Ndayishimiye 67' - Okaka 75' - Özcan 82' |

| RFS | 0–2      | Heart of Midlothian                     |
| --- | -------- | --------------------------------------- |
|     | Chi tiết | - Shankland 43' (ph.đ.) - Forrest 90+3' |

| İstanbul Başakşehir            | 3–0      | Fiorentina |
| ------------------------------ | -------- | ---------- |
| - Gürler 57', 71' - Traoré 90' | Chi tiết |            |

| Heart of Midlothian | 0–3      | Fiorentina                               |
| ------------------- | -------- | ---------------------------------------- |
|                     | Chi tiết | - Mandragora 4' - Kouamé 42' - Jović 79' |

| RFS | 0–0      | İstanbul Başakşehir |
| --- | -------- | ------------------- |
|     | Chi tiết |                     |

| İstanbul Başakşehir          | 3–0      | RFS |
| ---------------------------- | -------- | --- |
| - Türüç 11' - Okaka 45', 72' | Chi tiết |     |

| Fiorentina                                                       | 5–1      | Heart of Midlothian |
| ---------------------------------------------------------------- | -------- | ------------------- |
| - Jović 6' - Biraghi 22' - González 32', 79' (ph.đ.) - Barák 38' | Chi tiết | - Humphrys 47'      |

### Bảng B
| VT | Đội             | ST | T | H | B | BT | BB | HS  | Đ  | Giành quyền tham dự                          |     | WHU | AND | SIL | FCSB |
| -- | --------------- | -- | - | - | - | -- | -- | --- | -- | -------------------------------------------- | --- | --- | --- | --- | ---- |
| 1  | West Ham United | 6  | 6 | 0 | 0 | 13 | 4  | +9  | 18 | Đi tiếp vào vòng 16 đội                      |     | —   | 2–1 | 1–0 | 3–1  |
| 2  | Anderlecht      | 6  | 2 | 2 | 2 | 6  | 5  | +1  | 8  | Đi tiếp vào vòng play-off đấu loại trực tiếp |     | 0–1 | —   | 1–0 | 2–2  |
| 3  | Silkeborg       | 6  | 2 | 0 | 4 | 12 | 7  | +5  | 6  |                                              |     | 2–3 | 0–2 | —   | 5–0  |
| 4  | FCSB            | 6  | 0 | 2 | 4 | 3  | 18 | −15 | 2  |                                              | 0–3 | 0–0 | 0–5 | —   |      |

| Anderlecht          | 1–0      | Silkeborg |
| ------------------- | -------- | --------- |
| - Silva 80' (ph.đ.) | Chi tiết |           |

| West Ham United                                 | 3–1      | FCSB         |
| ----------------------------------------------- | -------- | ------------ |
| - Bowen 69' (ph.đ.) - Emerson 74' - Antonio 90' | Chi tiết | - Cordea 34' |

| FCSB | 0–0      | Anderlecht |
| ---- | -------- | ---------- |
|      | Chi tiết |            |

| Silkeborg                 | 2–3      | West Ham United                                   |
| ------------------------- | -------- | ------------------------------------------------- |
| - Kusk 5' - Tengstedt 75' | Chi tiết | - Lanzini 13' (ph.đ.) - Scamacca 25' - Dawson 38' |

| Anderlecht | 0–1      | West Ham United |
| ---------- | -------- | --------------- |
|            | Chi tiết | - Scamacca 79'  |

| Silkeborg                                                                  | 5–0      | FCSB |
| -------------------------------------------------------------------------- | -------- | ---- |
| - Klynge 3' - Kusk 7' - Helenius 35' (ph.đ.) - Þórðarson 58' - Adamsen 71' | Chi tiết |      |

| FCSB | 0–5      | Silkeborg                                                    |
| ---- | -------- | ------------------------------------------------------------ |
|      | Chi tiết | - Kusk 12' - Klynge 16' - Tengstedt 63' - Jørgensen 68', 70' |

| West Ham United            | 2–1      | Anderlecht             |
| -------------------------- | -------- | ---------------------- |
| - Benrahma 14' - Bowen 30' | Chi tiết | - Esposito 89' (ph.đ.) |

### Bảng C
| VT | Đội                | ST | T | H | B | BT | BB | HS  | Đ  | Giành quyền tham dự                          |     | VIL | LCH | HBS | AW  |
| -- | ------------------ | -- | - | - | - | -- | -- | --- | -- | -------------------------------------------- | --- | --- | --- | --- | --- |
| 1  | Villarreal         | 6  | 4 | 1 | 1 | 14 | 9  | +5  | 13 | Đi tiếp vào vòng 16 đội                      |     | —   | 4–3 | 2–2 | 5–0 |
| 2  | Lech Poznań        | 6  | 2 | 3 | 1 | 12 | 7  | +5  | 9  | Đi tiếp vào vòng play-off đấu loại trực tiếp |     | 3–0 | —   | 0–0 | 4–1 |
| 3  | Hapoel Be'er Sheva | 6  | 1 | 4 | 1 | 8  | 5  | +3  | 7  |                                              |     | 1–2 | 1–1 | —   | 4–0 |
| 4  | Austria Wien       | 6  | 0 | 2 | 4 | 2  | 15 | −13 | 2  |                                              | 0–1 | 1–1 | 0–0 | —   |     |

| Villarreal                                      | 4–3      | Lech Poznań                          |
| ----------------------------------------------- | -------- | ------------------------------------ |
| - Chukwueze 32' - Baena 36', 40' - Coquelin 89' | Chi tiết | - Skóraś 2' - Ishak 46' (ph.đ.), 61' |

| Austria Wien | 0–0      | Hapoel Be'er Sheva |
| ------------ | -------- | ------------------ |
|              | Chi tiết |                    |

| Hapoel Be'er Sheva | 1–2      | Villarreal                        |
| ------------------ | -------- | --------------------------------- |
| - Hatuel 63'       | Chi tiết | - Morales 28' (ph.đ.) - Baena 67' |

| Lech Poznań                               | 4–1      | Austria Wien    |
| ----------------------------------------- | -------- | --------------- |
| - Ishak 27' - Skóraś 64' - Velde 76', 90' | Chi tiết | - Braunöder 29' |

| Lech Poznań | 0–0      | Hapoel Be'er Sheva |
| ----------- | -------- | ------------------ |
|             | Chi tiết |                    |

| Villarreal                                        | 5–0      | Austria Wien |
| ------------------------------------------------- | -------- | ------------ |
| - Baena 18' - Danjuma 43' - Morales 76', 80', 88' | Chi tiết |              |

| Austria Wien | 0–1      | Villarreal    |
| ------------ | -------- | ------------- |
|              | Chi tiết | - Jackson 87' |

| Hapoel Be'er Sheva | 1–1      | Lech Poznań    |
| ------------------ | -------- | -------------- |
| - Hemed 9' (ph.đ.) | Chi tiết | - Szymczak 44' |

### Bảng D
| VT | Đội        | ST | T | H | B | BT | BB | HS | Đ | Giành quyền tham dự                          |     | NCE | PRT | KLN | SVK |
| -- | ---------- | -- | - | - | - | -- | -- | -- | - | -------------------------------------------- | --- | --- | --- | --- | --- |
| 1  | Nice       | 6  | 2 | 3 | 1 | 8  | 7  | +1 | 9 | Đi tiếp vào vòng 16 đội                      |     | —   | 2–1 | 1–1 | 1–2 |
| 2  | Partizan   | 6  | 2 | 3 | 1 | 9  | 7  | +2 | 9 | Đi tiếp vào vòng play-off đấu loại trực tiếp |     | 1–1 | —   | 2–0 | 1–1 |
| 3  | 1. FC Köln | 6  | 2 | 2 | 2 | 8  | 8  | 0  | 8 |                                              |     | 2–2 | 0–1 | —   | 4–2 |
| 4  | Slovácko   | 6  | 1 | 2 | 3 | 8  | 11 | −3 | 5 |                                              | 0–1 | 3–3 | 0–1 | —   |     |

1. 1 2  Điểm đối đầu: Nice 4, Partizan 1.

| Slovácko                        | 3–3      | Partizan                       |
| ------------------------------- | -------- | ------------------------------ |
| - Kalabiška 5', 19' - Kozák 83' | Chi tiết | - Diabaté 47', 53' - Gomes 62' |

| Nice                 | 1–1      | 1. FC Köln   |
| -------------------- | -------- | ------------ |
| - Delort 62' (ph.đ.) | Chi tiết | - Tigges 19' |

| Partizan      | 1–1      | Nice       |
| ------------- | -------- | ---------- |
| - Diabaté 60' | Chi tiết | - Bryan 2' |

| 1. FC Köln                                            | 4–2      | Slovácko                       |
| ----------------------------------------------------- | -------- | ------------------------------ |
| - Adamyan 10' - Dietz 42' - Ljubičić 65' (ph.đ.), 74' | Chi tiết | - Kalabiška 49' - Petržela 52' |

| Slovácko | 0–1      | Nice       |
| -------- | -------- | ---------- |
|          | Chi tiết | - Pépé 54' |

| 1. FC Köln | 0–1      | Partizan      |
| ---------- | -------- | ------------- |
|            | Chi tiết | - Marković 9' |

| Partizan                  | 2–0      | 1. FC Köln |
| ------------------------- | -------- | ---------- |
| - Diabaté 15' - Gomes 52' | Chi tiết |            |

| Nice       | 1–2      | Slovácko                   |
| ---------- | -------- | -------------------------- |
| - Diop 14' | Chi tiết | - Tomič 75' - Reinberk 86' |

### Bảng E
| VT | Đội              | ST | T | H | B | BT | BB | HS | Đ  | Giành quyền tham dự                          |     | AZ  | DNI | APL | VAD |
| -- | ---------------- | -- | - | - | - | -- | -- | -- | -- | -------------------------------------------- | --- | --- | --- | --- | --- |
| 1  | AZ               | 6  | 5 | 0 | 1 | 12 | 6  | +6 | 15 | Đi tiếp vào vòng 16 đội                      |     | —   | 2–1 | 3–2 | 4–1 |
| 2  | Dnipro-1         | 6  | 3 | 1 | 2 | 9  | 7  | +2 | 10 | Đi tiếp vào vòng play-off đấu loại trực tiếp |     | 0–1 | —   | 1–0 | 2–2 |
| 3  | Apollon Limassol | 6  | 2 | 1 | 3 | 5  | 7  | −2 | 7  |                                              |     | 1–0 | 1–3 | —   | 1–0 |
| 4  | Vaduz            | 6  | 0 | 2 | 4 | 5  | 11 | −6 | 2  |                                              | 1–2 | 1–2 | 0–0 | —   |     |

| Dnipro-1 | 0–1      | AZ              |
| -------- | -------- | --------------- |
|          | Chi tiết | - D. de Wit 63' |

| Vaduz | 0–0      | Apollon Limassol |
| ----- | -------- | ---------------- |
|       | Chi tiết |                  |

| Apollon Limassol | 1–3      | Dnipro-1                            |
| ---------------- | -------- | ----------------------------------- |
| - Pittas 57'     | Chi tiết | - Rubchynskyi 11' - Dovbyk 26', 45' |

| AZ                                                            | 4–1      | Vaduz         |
| ------------------------------------------------------------- | -------- | ------------- |
| - Barası 19' - Beukema 81' - Sugawara 90+2' - D. de Wit 90+5' | Chi tiết | - Goelzer 22' |

| Dnipro-1                      | 2–2      | Vaduz                   |
| ----------------------------- | -------- | ----------------------- |
| - Dovbyk 5' - Pikhalyonok 78' | Chi tiết | - Fehr 26' - Gasser 47' |

| AZ                                                   | 3–2      | Apollon Limassol           |
| ---------------------------------------------------- | -------- | -------------------------- |
| - Odgaard 16' - D. de Wit 62' (ph.đ.) - Karlsson 85' | Chi tiết | - Joosten 19' - Cabral 71' |

| Apollon Limassol | 1–0      | AZ |
| ---------------- | -------- | -- |
| - Roberge 32'    | Chi tiết |    |

| Vaduz          | 1–2      | Dnipro-1                     |
| -------------- | -------- | ---------------------------- |
| - Rastoder 30' | Chi tiết | - Hamache 25' - Dovbyk 90+1' |

### Bảng F
| VT | Đội             | ST | T | H | B | BT | BB | HS | Đ  | Giành quyền tham dự                          |     | DJU | GNT | MOL | SHR |
| -- | --------------- | -- | - | - | - | -- | -- | -- | -- | -------------------------------------------- | --- | --- | --- | --- | --- |
| 1  | Djurgårdens IF  | 6  | 5 | 1 | 0 | 12 | 6  | +6 | 16 | Đi tiếp vào vòng 16 đội                      |     | —   | 4–2 | 3–2 | 1–0 |
| 2  | Gent            | 6  | 2 | 2 | 2 | 10 | 6  | +4 | 8  | Đi tiếp vào vòng play-off đấu loại trực tiếp |     | 0–1 | —   | 4–0 | 3–0 |
| 3  | Molde           | 6  | 2 | 1 | 3 | 9  | 10 | −1 | 7  |                                              |     | 2–3 | 0–0 | —   | 3–0 |
| 4  | Shamrock Rovers | 6  | 0 | 2 | 4 | 1  | 10 | −9 | 2  |                                              | 0–0 | 1–1 | 0–2 | —   |     |

| Molde | 0–0      | Gent |
| ----- | -------- | ---- |
|       | Chi tiết |      |

| Shamrock Rovers | 0–0      | Djurgårdens IF |
| --------------- | -------- | -------------- |
|                 | Chi tiết |                |

| Djurgårdens IF                            | 3–2      | Molde                              |
| ----------------------------------------- | -------- | ---------------------------------- |
| - Doumbouya 50' - Banda 58' - Asoro 90+1' | Chi tiết | - Fofana 39' (ph.đ.) - Breivik 77' |

| Gent                                 | 3–0      | Shamrock Rovers |
| ------------------------------------ | -------- | --------------- |
| - Cuypers 9' - Odjidja-Ofoe 18', 65' | Chi tiết |                 |

| Molde                                | 3–0      | Shamrock Rovers |
| ------------------------------------ | -------- | --------------- |
| - Brynhildsen 10', 49' - Hussain 58' | Chi tiết |                 |

| Gent | 0–1      | Djurgårdens IF  |
| ---- | -------- | --------------- |
|      | Chi tiết | - Danielson 37' |

| Djurgårdens IF                                  | 4–2      | Gent                         |
| ----------------------------------------------- | -------- | ---------------------------- |
| - Holmberg 21' - Wikheim 42', 46' - Banda 45+4' | Chi tiết | - Depoitre 61' - Cuypers 73' |

| Shamrock Rovers | 0–2      | Molde                      |
| --------------- | -------- | -------------------------- |
|                 | Chi tiết | - Fofana 33' - Eriksen 69' |

### Bảng G
| VT | Đội           | ST | T | H | B | BT | BB | HS | Đ  | Giành quyền tham dự                          |     | SIV | CLJ | SLP | BLK |
| -- | ------------- | -- | - | - | - | -- | -- | -- | -- | -------------------------------------------- | --- | --- | --- | --- | --- |
| 1  | Sivasspor     | 6  | 3 | 2 | 1 | 11 | 7  | +4 | 11 | Đi tiếp vào vòng 16 đội                      |     | —   | 3–0 | 1–1 | 3–4 |
| 2  | CFR Cluj      | 6  | 3 | 1 | 2 | 5  | 5  | 0  | 10 | Đi tiếp vào vòng play-off đấu loại trực tiếp |     | 0–1 | —   | 2–0 | 1–0 |
| 3  | Slavia Prague | 6  | 2 | 2 | 2 | 6  | 7  | −1 | 8  |                                              |     | 1–1 | 0–1 | —   | 3–2 |
| 4  | Ballkani      | 6  | 1 | 1 | 4 | 8  | 11 | −3 | 4  |                                              | 1–2 | 1–1 | 0–1 | —   |     |

| Ballkani    | 1–1      | CFR Cluj       |
| ----------- | -------- | -------------- |
| - Thaqi 65' | Chi tiết | - Matias 90+1' |

| Sivasspor  | 1–1      | Slavia Prague |
| ---------- | -------- | ------------- |
| - Saba 27' | Chi tiết | - Olayinka 4' |

| CFR Cluj | 0–1      | Sivasspor            |
| -------- | -------- | -------------------- |
|          | Chi tiết | - Gradel 28' (ph.đ.) |

| Slavia Prague                                       | 3–2      | Ballkani                      |
| --------------------------------------------------- | -------- | ----------------------------- |
| - Frashëri 26' (l.n.) - Olayinka 34' - Masopust 41' | Chi tiết | - Krasniqi 23' - Korenica 29' |

| Sivasspor                                      | 3–4      | Ballkani                                                     |
| ---------------------------------------------- | -------- | ------------------------------------------------------------ |
| - Ulvestad 1' - Yeşilyurt 75' - Yatabaré 90+1' | Chi tiết | - Ar. Thaqi 20' - Potoku 31' - Korenica 66' - Krasniqi 90+4' |

| Slavia Prague | 0–1      | CFR Cluj    |
| ------------- | -------- | ----------- |
|               | Chi tiết | - Janga 45' |

| CFR Cluj                        | 2–0      | Slavia Prague |
| ------------------------------- | -------- | ------------- |
| - Deac 11' (ph.đ.) - Matias 84' | Chi tiết |               |

| Ballkani        | 1–2      | Sivasspor                    |
| --------------- | -------- | ---------------------------- |
| - Ar. Thaqi 36' | Chi tiết | - Arslan 72' - Angielski 81' |

### Bảng H
| VT | Đội               | ST | T | H | B | BT | BB | HS | Đ  | Giành quyền tham dự                          |     | SLO | BSL | PYU | ZAL |
| -- | ----------------- | -- | - | - | - | -- | -- | -- | -- | -------------------------------------------- | --- | --- | --- | --- | --- |
| 1  | Slovan Bratislava | 6  | 3 | 2 | 1 | 9  | 7  | +2 | 11 | Đi tiếp vào vòng 16 đội                      |     | —   | 3–3 | 2–1 | 0–0 |
| 2  | Basel             | 6  | 3 | 2 | 1 | 11 | 9  | +2 | 11 | Đi tiếp vào vòng play-off đấu loại trực tiếp |     | 0–2 | —   | 3–1 | 2–2 |
| 3  | Pyunik            | 6  | 2 | 0 | 4 | 8  | 9  | −1 | 6  |                                              |     | 2–0 | 1–2 | —   | 2–0 |
| 4  | Žalgiris          | 6  | 1 | 2 | 3 | 5  | 8  | −3 | 5  |                                              | 1–2 | 0–1 | 2–1 | —   |     |

1. 1 2  Điểm đối đầu: Slovan Bratislava 4, Basel 1

| Basel                                 | 3–1      | Pyunik        |
| ------------------------------------- | -------- | ------------- |
| - Males 23' (ph.đ.) - Burger 54', 76' | Chi tiết | - Dashyan 27' |

| Slovan Bratislava | 0–0      | Žalgiris |
| ----------------- | -------- | -------- |
|                   | Chi tiết |          |

| Žalgiris | 0–1      | Basel        |
| -------- | -------- | ------------ |
|          | Chi tiết | - Zeqiri 62' |

| Pyunik                       | 2–0      | Slovan Bratislava |
| ---------------------------- | -------- | ----------------- |
| - Dashyan 35' - Otubanjo 36' | Chi tiết |                   |

| Pyunik                       | 2–0      | Žalgiris |
| ---------------------------- | -------- | -------- |
| - Juninho 43' - Otubanjo 61' | Chi tiết |          |

| Basel | 0–2      | Slovan Bratislava             |
| ----- | -------- | ----------------------------- |
|       | Chi tiết | - Pauschek 35' - Čavrić 45+1' |

| Slovan Bratislava                              | 3–3      | Basel                                        |
| ---------------------------------------------- | -------- | -------------------------------------------- |
| - Weiss 45+2' (ph.đ.) - Kucka 49' - Čavrić 53' | Chi tiết | - Males 29' (ph.đ.) - Diouf 65' - Zeqiri 72' |

| Žalgiris                    | 2–1      | Pyunik                |
| --------------------------- | -------- | --------------------- |
| - Ourega 23' - Oliveira 42' | Chi tiết | - Özbiliz 78' (ph.đ.) |